# Glyphomerus aylax
Glyphomerus aylax är en stekelart som beskrevs av Stojanova 2005. Glyphomerus aylax ingår i släktet Glyphomerus och familjen gallglanssteklar.
Artens utbredningsområde är Bulgarien. Inga underarter finns listade i Catalogue of Life.